# 홍지영 (배우)
홍지영(1981년 11월 24일 ~ )은 대한민국의 배우이다.

## 학력
- 부산경상대학 방송연예학과

## 출연 작품

### 영화
- 《얼굴없는 보스》 (2019년) - 경리 역
- 《심장박동조작극》 (2017년) - 다은 역
- 《판도라》 (2017년) - 여환자 역
- 《극비수사》 (2015년) - 다방레지 역
- 《워킹걸》 (2015년) - 실험녀 역
- 《남자가 사랑할 때》 (2014년) - 데스크 간호사 역
- 《톱스타》 (2013년) - 바람속으로 무대인사 사회자 역
- 《내가 고백을 하면》 (2012년) - 정임 역
- 《설마, 그럴리가 없어》 (2012년) - 스타일리스트언니 역
- 《미쓰GO》 (2012년) - 내연녀 역
- 《위도》 (2011년) - 허선자 역
- 《병든 닭들의 사랑. 가난해도...》 (2009년) - 혜영 역
- 《색즉시공 시즌 2》 (2007년) - 보라 역
- 《각설탕》 (2006년) - 민자 역
- 《늑대의 유혹》 (2004년) - 깔깔깔 1 역
- 《내 사랑 싸가지》 (2004년) - 마니 역
- 《똥개》 (2003년) - 순자 역

### 드라마
- 《오작교 형제들》 (2011년, KBS2) - 백자은의 친구 역
- 《반짝반짝 빛나는》 (2011년, MBC) - 황금란의 동료직원 역
- 《그저 바라보다가》 (2009년, KBS2) - 조명진 역
- 《스마일 어게인》 (2006년, SBS) - 오윤교 역
- 《안녕, 프란체스카》 (2005년, MBC) - 홍미미 (홍미숙) 역
- 《쾌걸춘향》 (2005년, KBS2) - 미선 역
- 《두근두근 체인지》 (2004년, MBC) - 미미 역
- 《달콤한 신부》 (1999년, SBS)